# قورو فاصولية

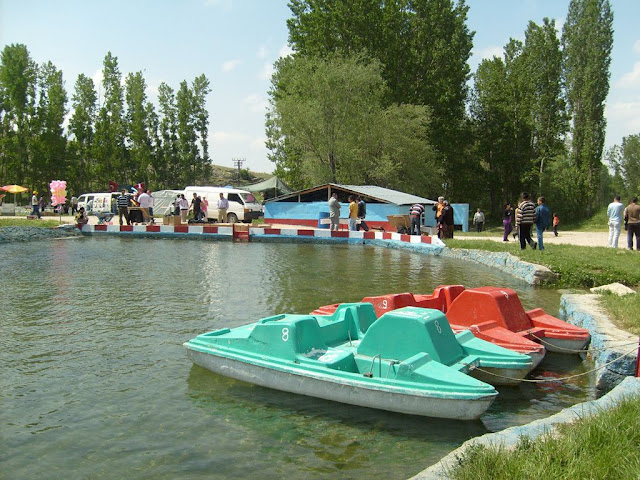
يقام مهرجان قورو فاصولية السنوي في قيماز.

قورو فاصولية (بالتركية: Kuru fasulye) أي فاصولياء يابسة أو جافة هو طبق يخنة فاصولياء في المطبخ التركي. يُصنع من الفاصوليا البيضاء وزيت الزيتون ويستخدم البصل ومعجون الطماطم أو صلصة الطماطم بشكل دائم تقريبًا. قد تُضاف خضروات أو لحوم أُخَرى خاصة البسطرمة، ويغلب أن تُقدم مع الأرز أو البرغل. عده الكثير الطبق الوطني لتركيا.